# الدحل (الجوف)
الدحل هي إحدى قرى الجمهورية اليمنية. وهي تتبع جغرافيًا لمحافظة الجوف. وإداريًا لمديرية خب والشعف. يبلغ تعداد سكانها 1485 نسمة حسب الإحصاء الذي أجري عام 2004.